# Postimpresionismus
Postimpresionismus (též poimpresionismus, pozdní impresionismus) není jednotný umělecký proud, jedná se o různé umělecké projevy na přelomu 19. a 20. století, které se rozvíjely hlavně na území západní Evropy, převážně ve Francii. Termín postimpresionismus poprvé použil umělecký kritik Roger Fry v roce 1910 v souvislosti s výstavou moderních francouzských malířů v Londýně, která byla nazvána Manet a postimpresionisté.    
Zrakový dojem a přesnost nebyly tak důležité jak u impresionismu, důraz byl kladen na metodu, pocity a expresivitu. Hlavními představiteli tohoto směru byli Paul Cézanne, Paul Gauguin, Vincent van Gogh, Henri de Toulouse-Lautrec, Georges Seurat či Pierre Bonnard. Mezi umělkyněmi patří přední místo Suzanne Valadonové a Emily Carrové.
Tento směr zahrnuje uměleckou skupinu Nabis, dále hnutí neoimpresionismu (pointilismus a divizionismus) cloisonismu, symbolismu a syntetismu.

## Galerie

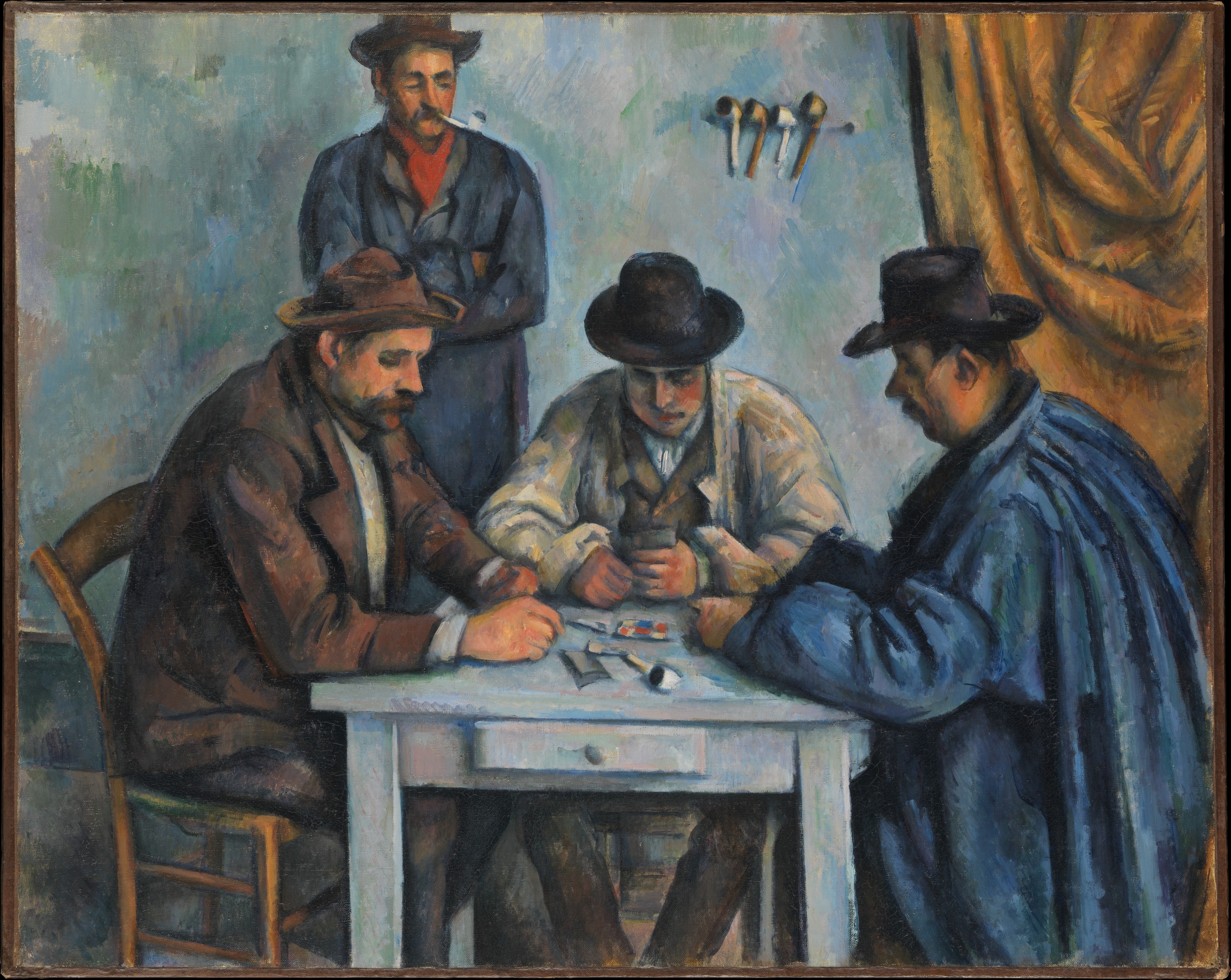
Paul Cézanne (1839–1906)
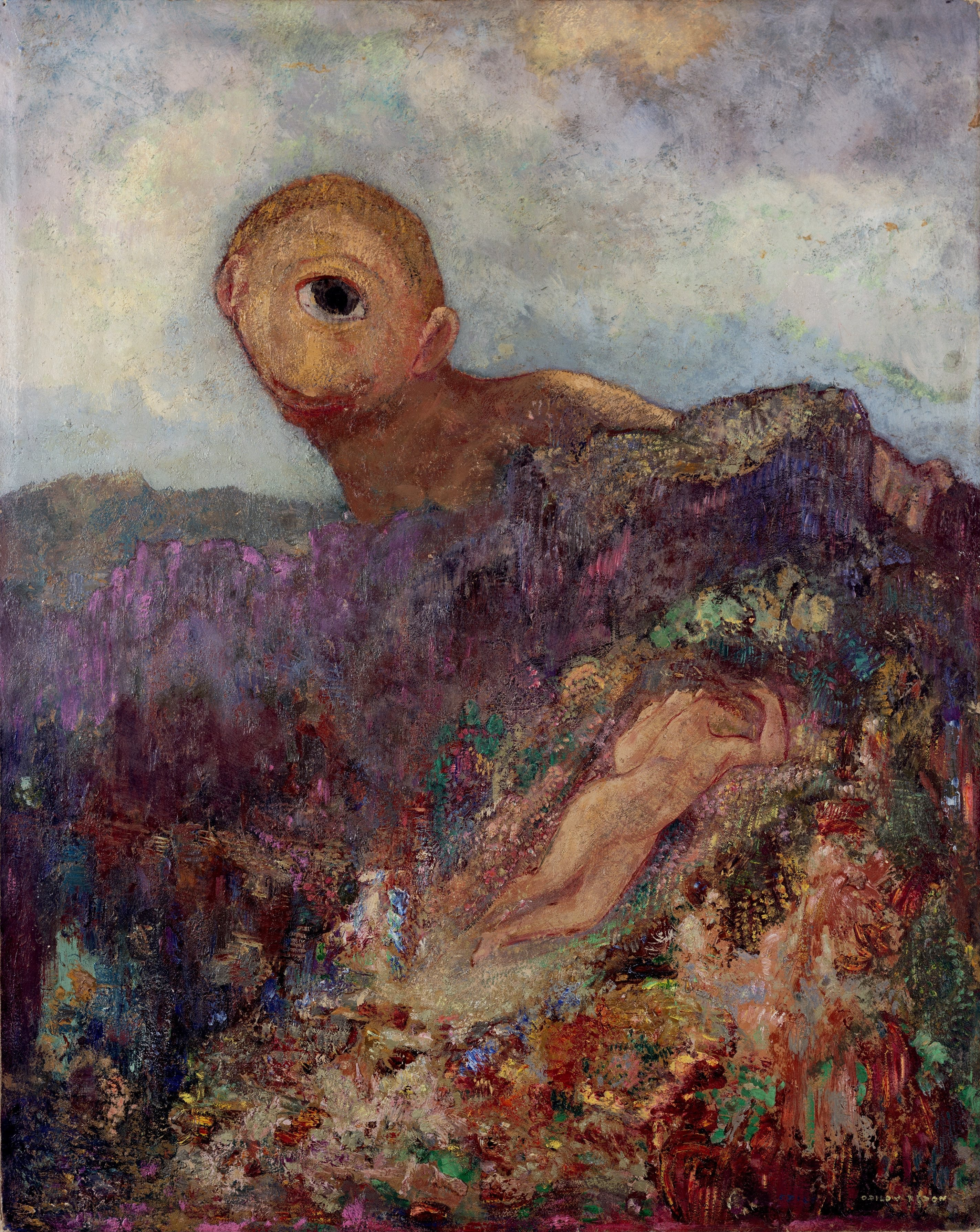
Odilon Redon (1840–1916)
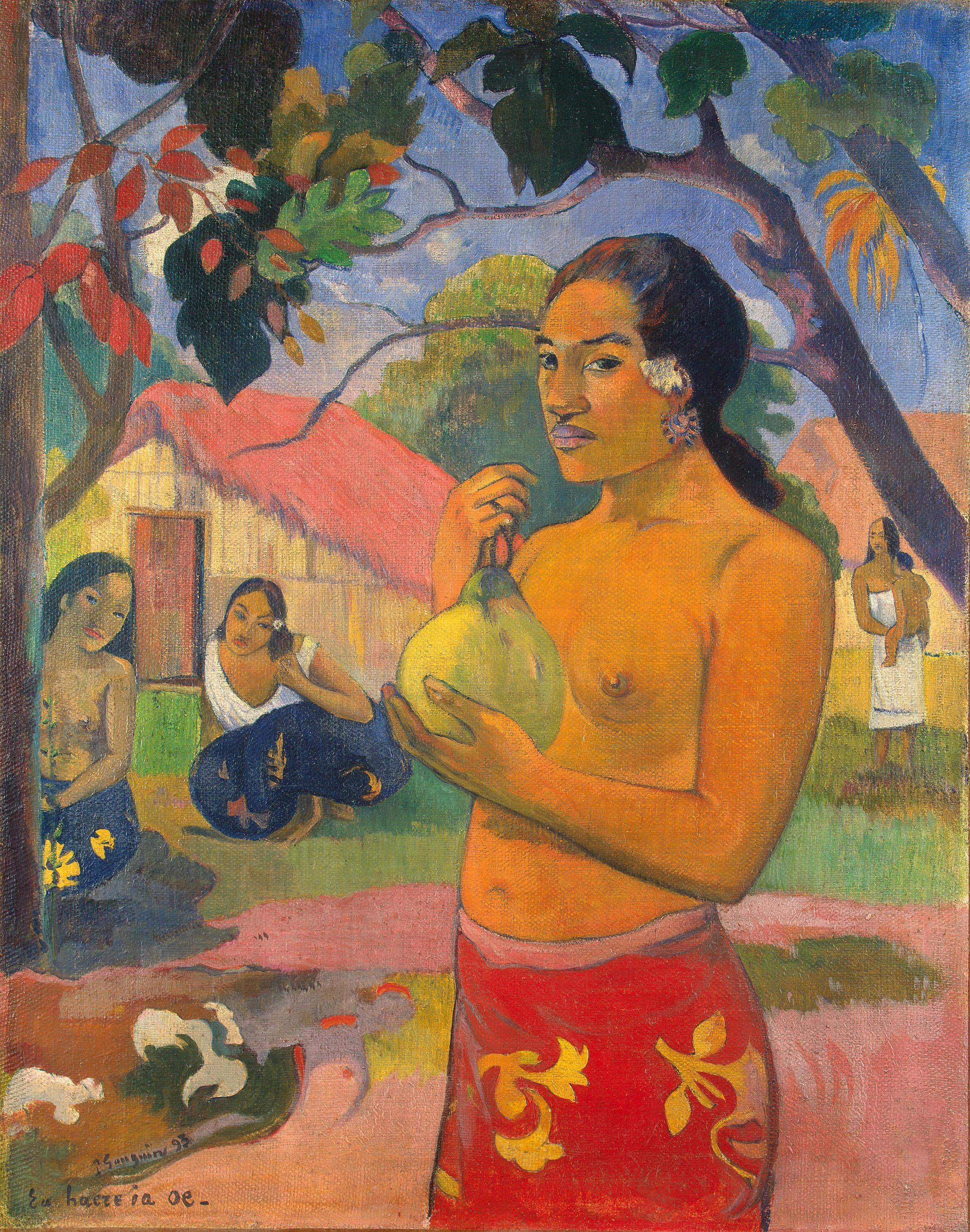
Paul Gauguin (1848–1903)
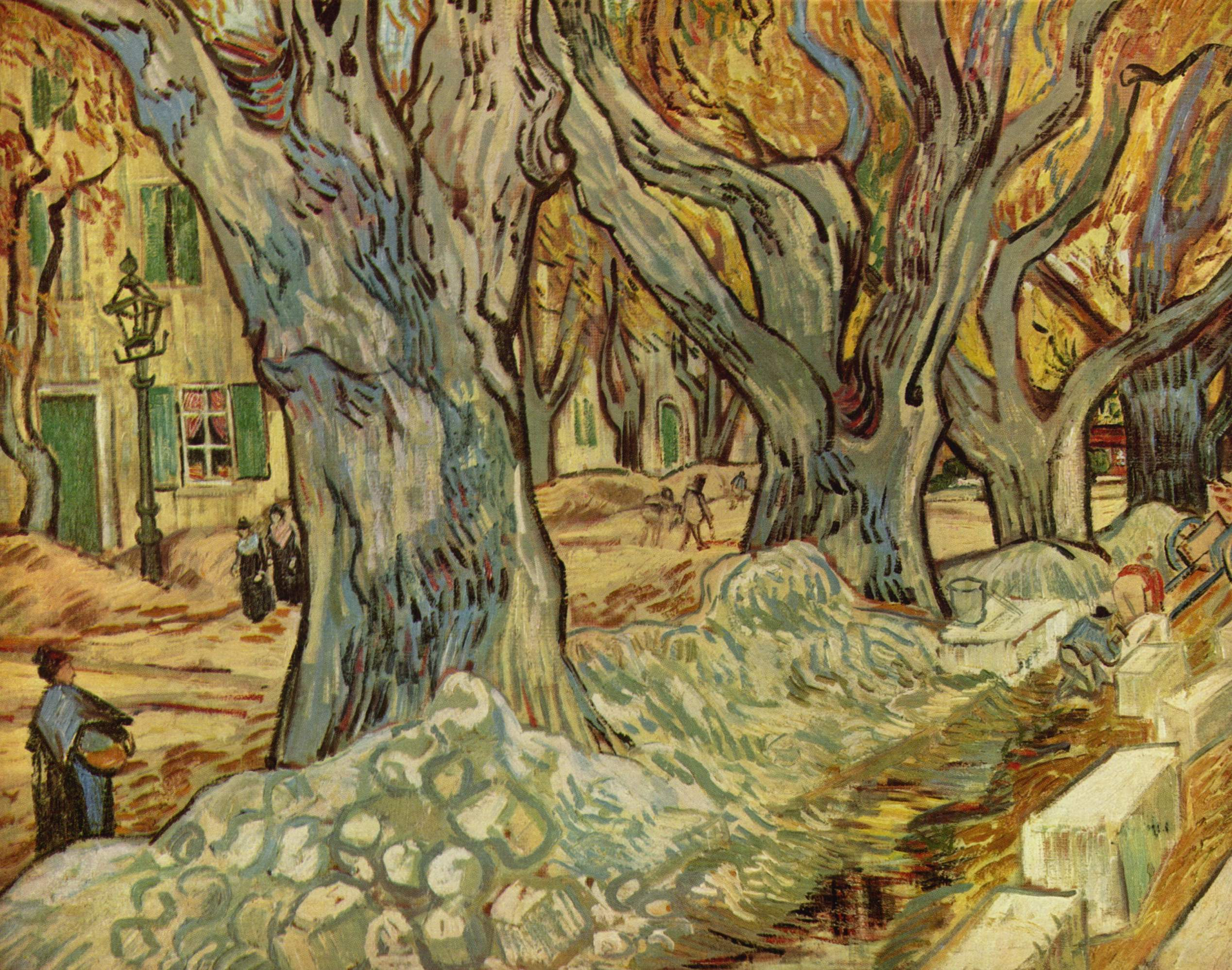
Vincent van Gogh (1853–1890)
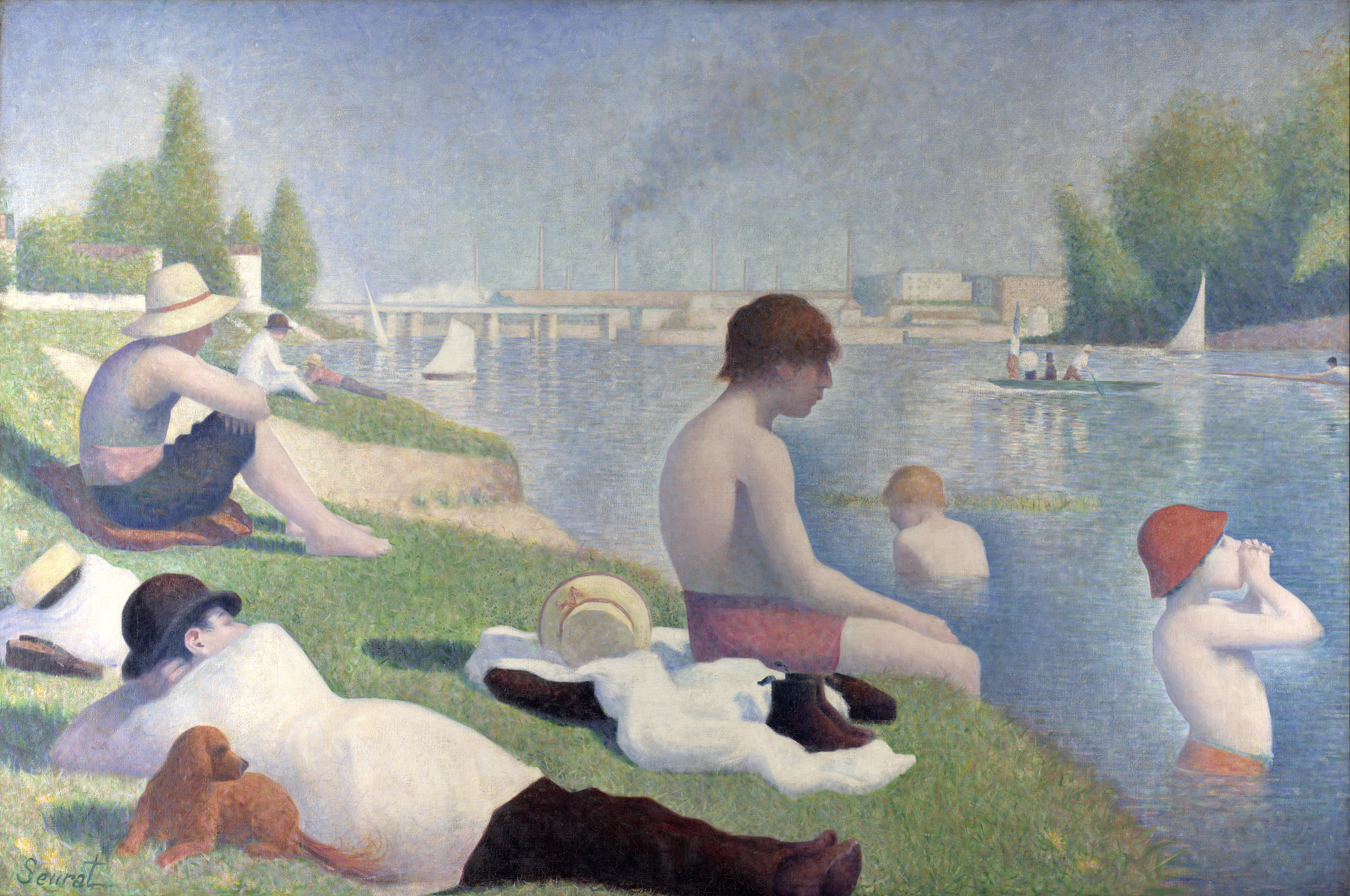
Georges Seurat (1859–1891)
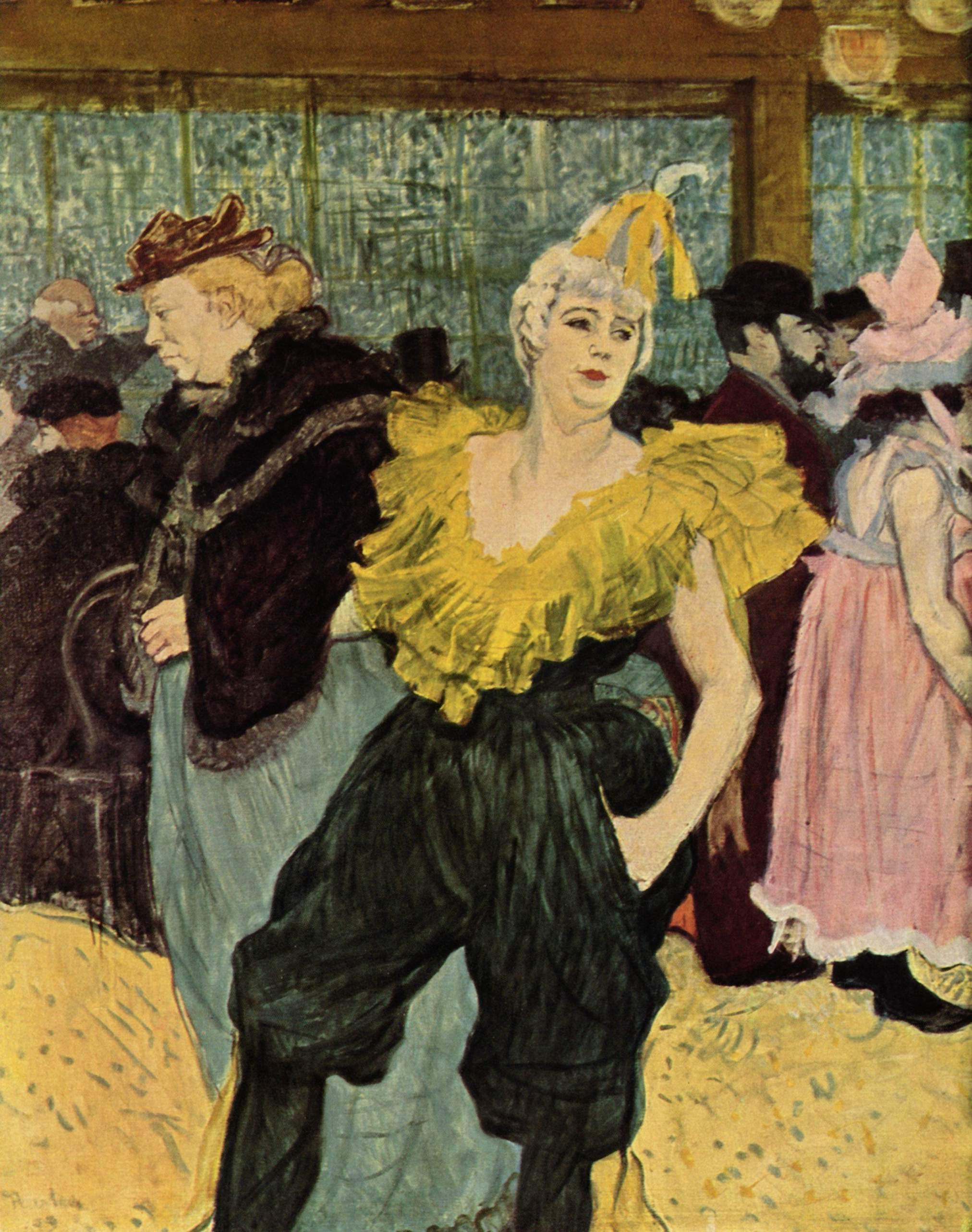
Henri de Toulouse-Lautrec (1864–1901)
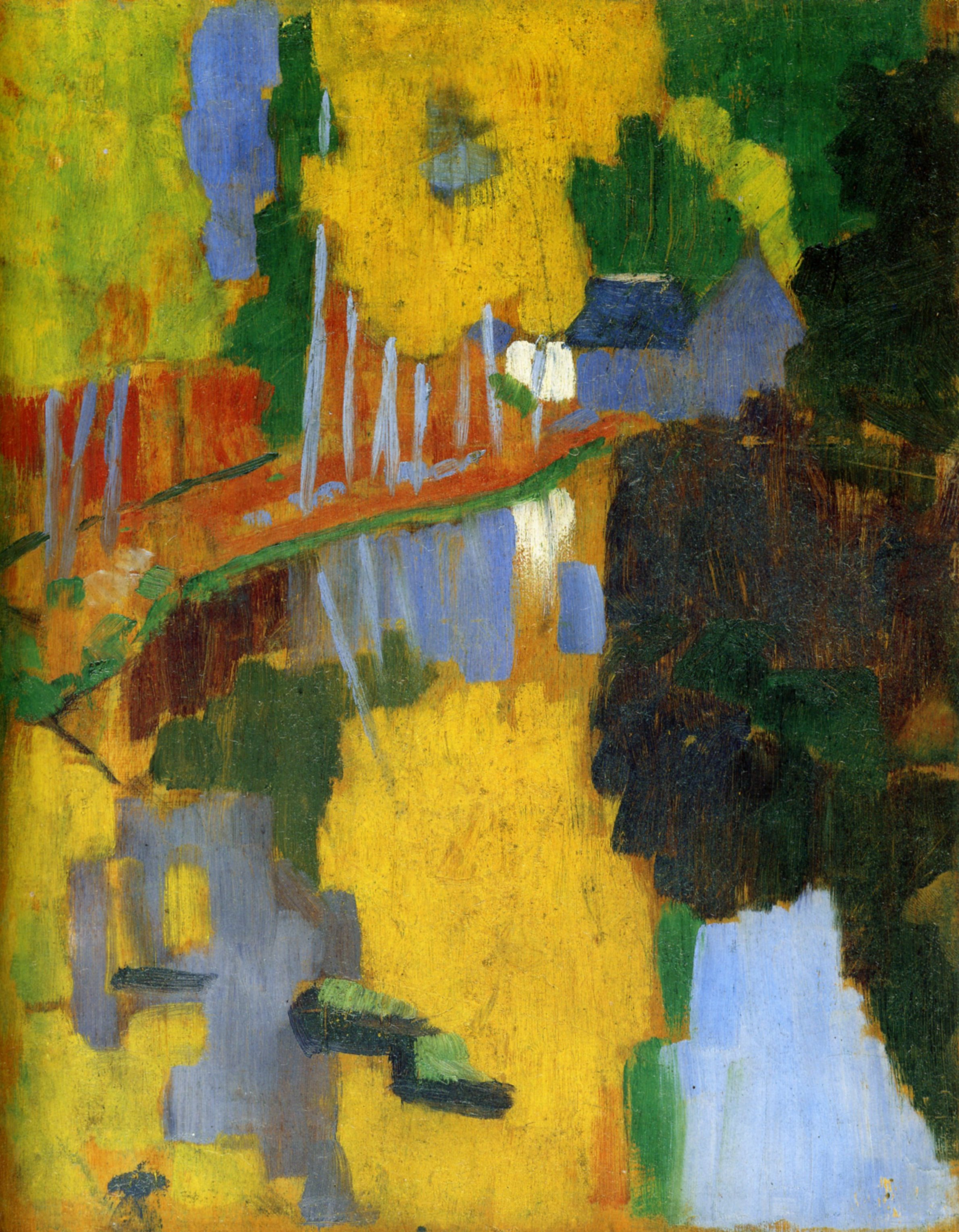
Paul Sérusier (1864–1927)
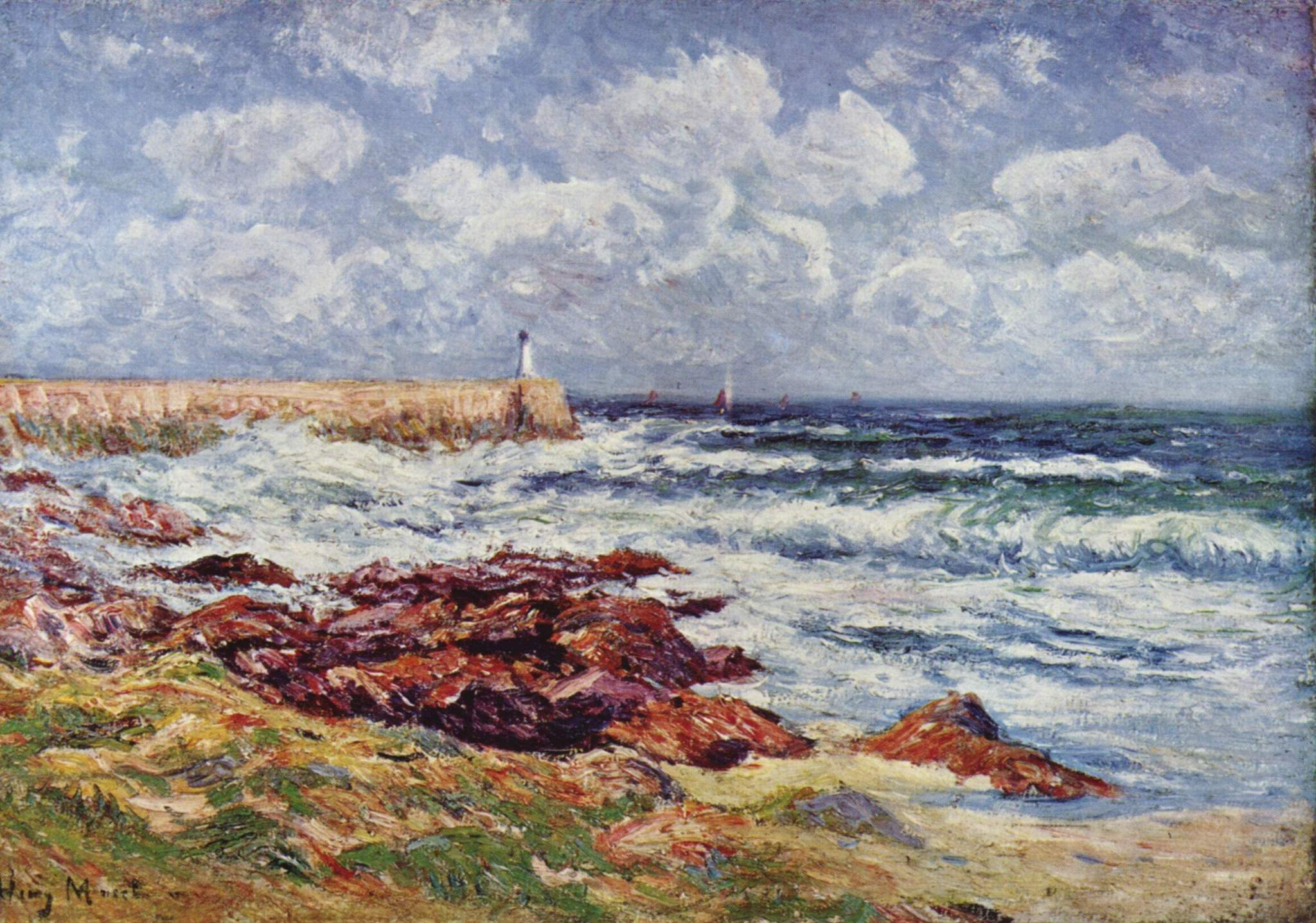
Henri Moret (1856–1913)
Hvězdná noc, Vincent van Gogh
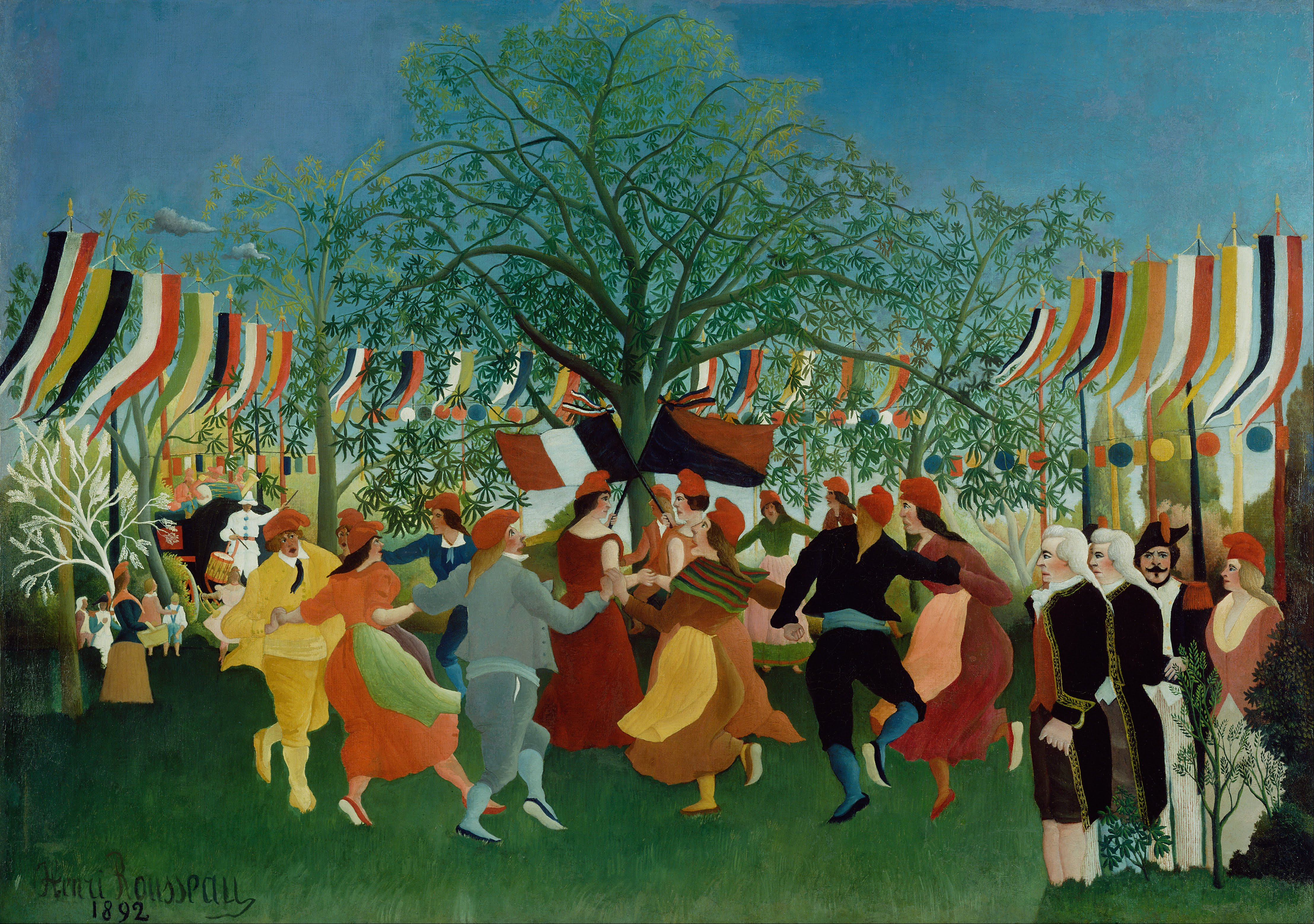
Oslava nezávislosti, Henri Rousseau